# Chinesischer Traum
Der Chinesische Traum (chinesisch 中國夢 / 中国梦, Pinyin Zhōngguó Mèng) ist ein in Anlehnung an den American Dream gewählter Begriff, der erstmals von Chinas Staatspräsident Xi Jinping während einer Besichtigung der Ausstellung „Weg zur Wiederbelebung“ im Nationalmuseum am 29. November 2012 offiziell genutzt wurde. Xi Jinping sagte, die Verwirklichung einer großen Wiederbelebung der chinesischen Nation sei der größte Traum der chinesischen Nation seit der Neuzeit. Dieser Chinesische Traum könne bestimmt erfüllt werden.
Die Hauptziele des „Chinesischen Traums“, auch die Ziele der „Zweimal hundert Jahre“, bestehen darin, hundert Jahre nach der Gründung der Kommunistischen Partei Chinas (1921) eine Gesellschaft mit bescheidenem Wohlstand umfassend zu vollenden und hundert Jahre nach der Gründung der Volksrepublik China (1949) den Aufbau eines modernen sozialistischen Landes, das reich, stark, demokratisch, zivilisiert und harmonisch ist, zu verwirklichen.